# مارك بيك (سياسي)
مارك بيك (بالإنجليزية: Mark Peck)‏ هو سياسي نيوزلندي، ولد في 16 يوليو 1953 في الولايات المتحدة. حزبياً، نشط في حزب العمال النيوزيلندي. وقد انتخب عضو مجلس النواب نيوزيلندا.